# Cuphocarpus aculeatus
Cuphocarpus aculeatus là một loài thực vật có hoa trong Họ Cuồng cuồng. Loài này được Decne. & Planch. mô tả khoa học đầu tiên năm 1854.